# Vesna Spinčić-Prelog
Vesna Spinčić-Prelog (Rijeka, 27. rujna 1940.) hrvatska je novinarka, spikerica i televizijska voditeljica.
Rođena je u Rijeci 27. rujna 1940. godine. Studirala je fiziku u Zagrebu. Radila je na Radio Zagrebu od 1964. godine pa na TV Zagreb u mnogobrojnim emisijama. Vodila je mnoge emisije školskog programa, da bi od 1971. kao spikerica-voditeljica paralelno počela raditi i u Informativnom programu, a 15 godina kasnije postala je i voditeljica spikerske službe.
Otišla je u mirovinu 2005. godine.